# Évêché titulaire de Sébastopolis-en-Arménie
L' Évêché titulaire de Sébastopolis-en-Arménie est un diocèse titulaire de l'Église catholique romaine.
L'ancienne ville de Sébastopolis s'appelle désormais Sulusaray et est située en Turquie.
| Titulaire de Sebastopolis-en-Armenie |                                                               |                                                                                       |                   |                  |
| Numéro.                              | Nom                                                           | Fonction                                                                              | De                | A                |
| 1                                    | György Bizánczy                                               | Vicaire apostolique catholique grec de Hongrie de l'Éparchie de Moukatchevo (Ukraine) | 3 avril 1716      | 22 juillet 1733  |
| 2                                    | Pál László Esterházy                                          | Évêque auxiliaire de Vác (Hongrie)                                                    | 16 septembre 1776 | 2 avril 1781     |
| 3                                    | Étienne André François de Paule Fallot de Beaumont de Beaupré | Coadjuteur, évêque de Vaison (France)                                                 | 16 décembre 1782  | 1786             |
| 4                                    | Marcello Cortenovis (Clercs réguliers de Saint-Paul)          | Vicaire apostolique d'Ava et Pegù (Myanmar)                                           | 14 février 1797   | 1800             |
| 5                                    | Joseph-Marie Chauveau (Missions étrangères de Paris)          | Coadjuteur apostolique de Kunming (Chine) Vicaire apostolique de Tibet (Chine)        | 6 juillet 1849    | 21 décembre 1877 |
| 6                                    | Francesco Maria Rueda                                         | Évêque auxiliaire Tunis (Tunisie)                                                     | 3 juillet 1882    | --               |
| 7                                    | Manuel Santander y Frutos                                     | Évêque émérite de San Cristóbal de La Havane (Cuba)                                   | 18 février 1900   | 14 février 1907  |
| 8                                    | John Stephen Vaughan (en)                                     | Évêque auxiliaire de Salford (Royaume-Uni)                                            | 13 juillet 1909   | 4 décembre 1925  |
| 9                                    | Arthur Hinsley                                                | Recteur du Collège anglais de Rome                                                    | 10 août 1926      | 9 janvier 1930   |
| 10                                   | Antonius Hilfrich (en)                                        | Coadjuteur du Limburg (Allemagne)                                                     | 31 mars 1930      | 30 octobre 1930  |
| 11                                   | James J. Roche                                                | Coadjuteur de Cloyne (Irlande)                                                        | 26 juin 1931      | 23 mars 1935     |
| 12                                   | James Dey                                                     | Vicaire-militaire de Grande-Bretagne                                                  | 13 avril 1935     | 8 mai 1946       |
| 13                                   | George Laurence Craven (de)                                   | Évêque auxiliaire de Westminster (Royaume-Uni)                                        | 14 juin 1947      | 15 mars 1967     |
| 14                                   | Léonce Tchantayan (de)                                        | Évêque auxiliaire de Cilicie (Liban)                                                  | 16 janvier 1972   | 13 novembre 1990 |